# Elisa Garcia Villalba
Elisa Garcia Villalba (València, 19 d'abril de 1912 - 17 d'agost del 1996) fou una escriptora valenciana.
Modista, professió que no abandonà mai, va destacar en l'àmbit musical i narratiu. Va rebre formació a la Institució per a l'Ensenyament de la Dona, entitat valenciana inspirada en l'Institución Libre de Enseñanza.
Malgrat que no acabar les classes de solfeig i piano al conservatori, arribà a tindre un bon nivell i va tocar l'orgue de la capella protestant de València.
Fou militant del Centre d'Actuació Valencianista, i publicà a Acció Valenciana i El Poble Valencià.